# 旧永山武四郎邸
旧永山武四郎邸（きゅうながやまたけしろうてい）は、北海道札幌市にある歴史的な建築物の名称。北海道の開拓に尽力した軍人・華族の、永山武四郎が住む邸宅として、明治時代に建設された。現在は札幌市が邸宅の周辺をとりまく公園とともに管理しているほか、北海道指定有形文化財の指定を受けている。所在地は北海道札幌市中央区北2条東6丁目9番22号。

## 沿革

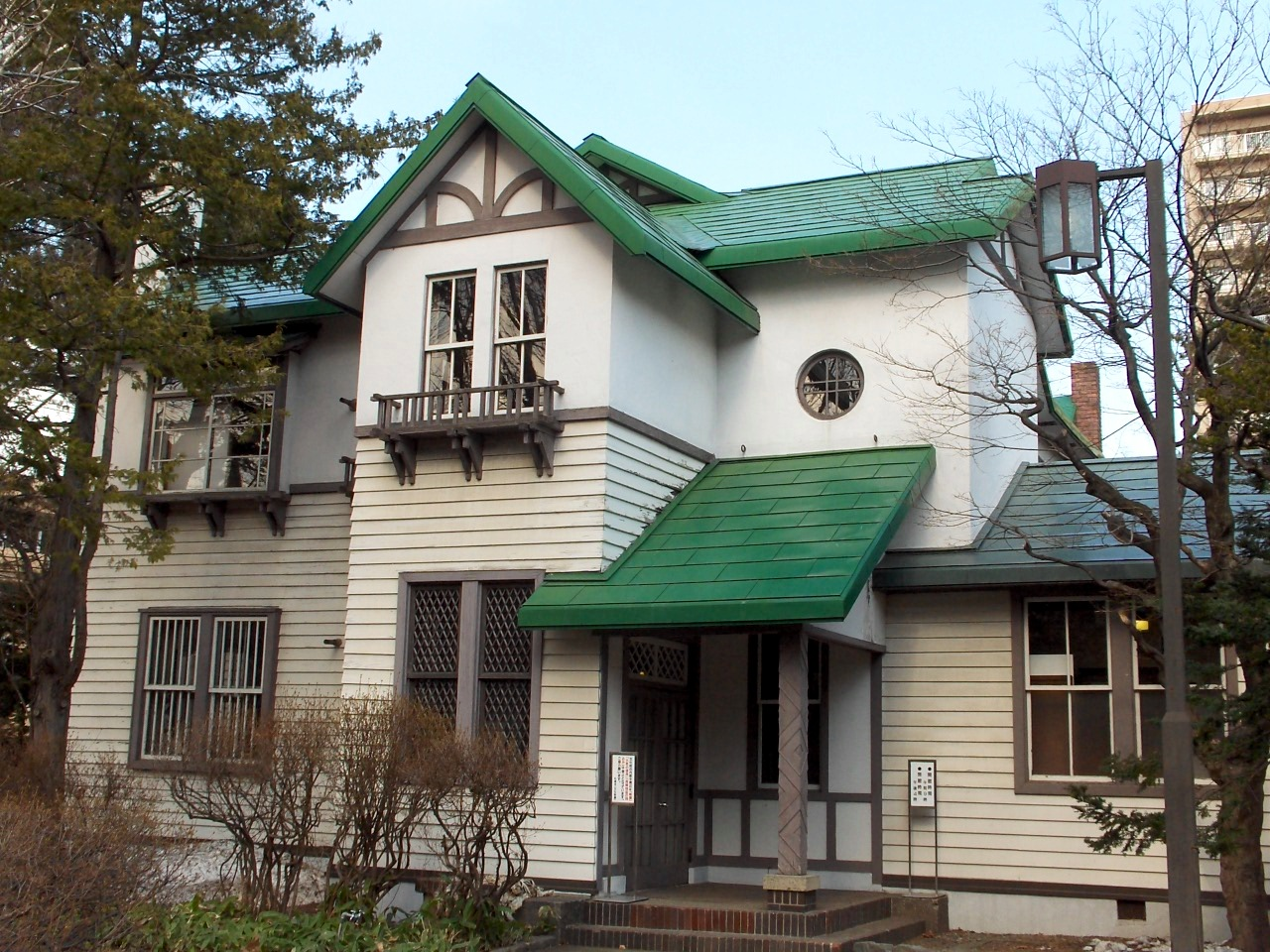
洋館・木造クラブ部分。

旧永山武四郎邸は、北海道庁長官や第7師団長を歴任し、陸軍中将従二位勲一等男爵の官位を授かった軍人・華族の永山武四郎が住む邸宅として、明治10年（1877年）代の前半に建設された建造物である。邸宅の総面積は136.06平方メートル。中央区北2条東6丁目という中心部に位置しており、面している北3条通は北海道庁旧本庁舎に通じる道路である。現在は公園緑地に囲まれ、サッポロファクトリーに隣接しているが、邸宅が建設された当時は、北海道の開拓の中心となる屯田司令部や工業局製作所、葡萄酒製作所や麦酒製作所など産業が集結していたという。
現在は南側の木造部とともに、緑色の屋根が特徴的な木造クラブが連結した建造物であるが、明治時代に創設された当初から南側の木造部分のみが武四郎の邸宅であった。南側の書院座敷と、北側の西洋建築の建物にある応接室を直結させた和洋折衷の造りは、建築当時の北海道開拓時代において西洋建築が住宅に用いられた先駆的な例となった。なお建造物の仔細なデザインなどから、邸宅の設計にあたったのは、当時の開拓使工業局の手によるものであるとされている。
その後1904年に永山武四郎は逝去、1911年8月に邸宅は三菱合資会社により買収され、北海道の起業準備や炭鉱事業の調査を行う中心的役割を担う施設となった。また、会社は1913年4月に道路用の敷地としておよそ313坪の土地を札幌市に寄贈、1937年前後には株式会社三菱鉱業によって建物の2階部を含む木造クラブが新たに建設された。この際、南側の邸宅部分にあった台所や風呂などが解体されている。それから邸宅は、三菱鉱業社の札幌寮として使用され、北側の木造クラブ・洋館部分は貴賓室としても利用、邸宅の周辺に造られていた庭園も同時に保存されるなど、長きにわたり主に寮という用途で利用されてきた。
1986年度より、札幌市で旧永山武四郎邸周辺の再開発事業が開始された。札幌市はこの再開発事業において、歴史的なまちづくりを推し進める目的で、北海道の開拓時代ゆかりの建造物である邸宅とその周りを囲んでいる庭園を譲り受けた。翌1987年の11月27日、旧永山武四郎邸は北海道より、北海道指定有形文化財の指定をうける。その後2年をかけ、庭園やその周辺地域の整備、並びに邸宅そのものの修復・修繕工事が行われ、記念公園が設立された。以来、建物と公園双方の管理・保存が行われ、現在に至る。

## 概要

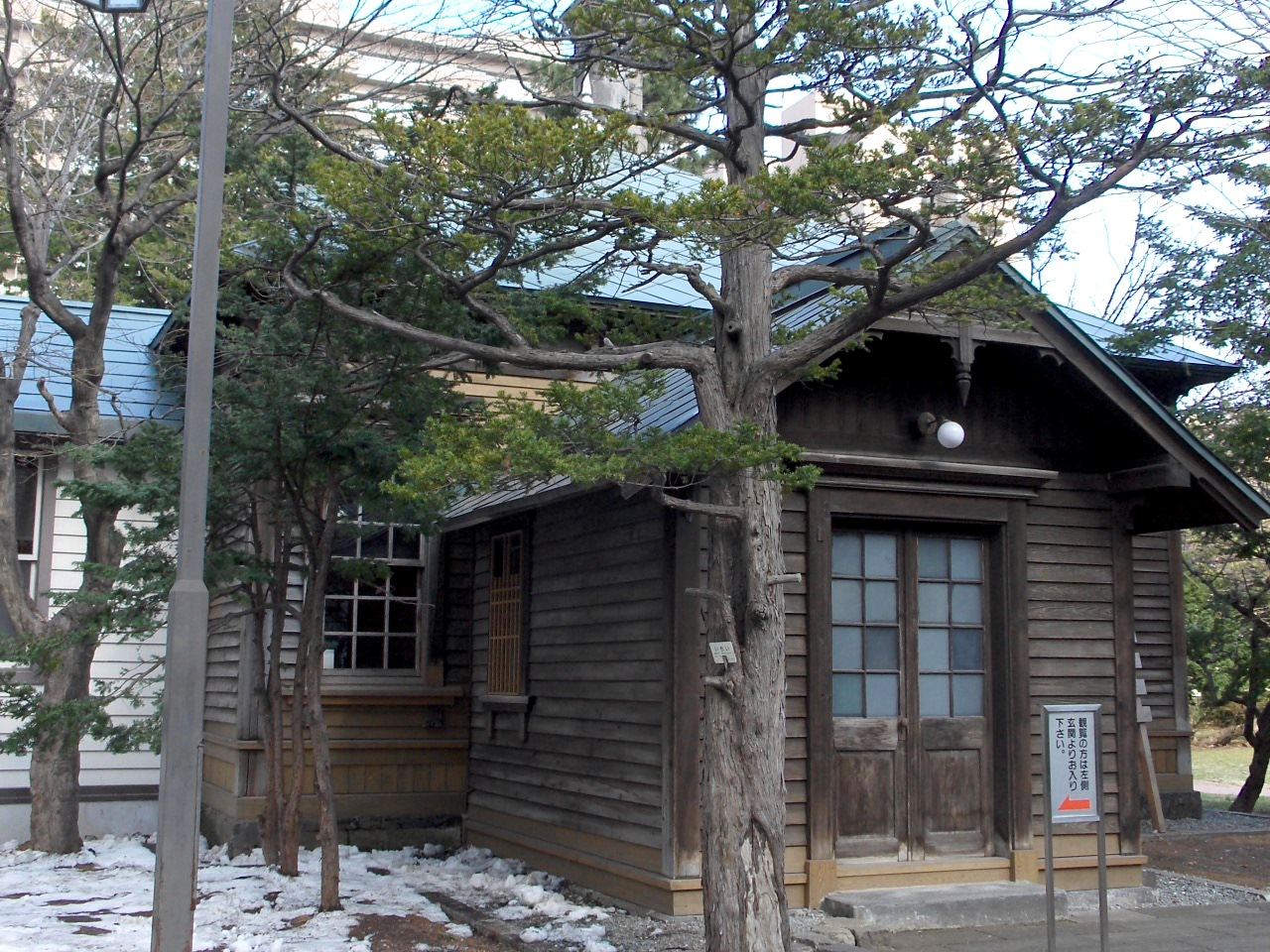
南側、木造の邸宅部分。

建物は木造平屋建て、後年に新築された木造クラブの総面積は525.45平方メートルに及ぶ。書院座敷と洋風の応接室がつながっている造りなど、建物は明治時代の前半における、北海道の上流住宅の特徴が顕著に表れている。建物の構成は各座敷を含む和室、応接室や西洋の建築様式で建てられた玄関・ホールなど。隅柱型付・下見板張りの外壁と様式のポストがある母屋の小屋組み、十字型の飾りが妻に取り付けられている玄関棟などが特徴。
市内中心部に位置する豊平館や清華亭にも見られるように、しっくいで仕立てられ中心飾り部分にもみじのデザインを使用した応接室内部のほか、応接室と和室をつなぐ部分の周辺には、道内産の木材でつくられた天井板が8畳間の広さにわたって建てられており、西洋風の引き込み戸も取り付けられている。
1887年に作図された永山邸絵図「札幌繁栄図録」には、建設当時邸宅の周りを塀で囲っていた図が描かれており、面する北3条通からは2本の木造の橋がかけられていたことが分かっている。更に現在は残っていない平屋の建物が、東側と北側に連続して併設されていた。
邸宅が建設されてから多くの改修が行われてきており、その中の例としては外開きであった脇座敷の出窓を引き違いや羽目殺しのものへ改造した点、当初は15畳あった和室や押入れが付設されていた10畳の和室を廊下と小部屋に改築した点、応接室の床を下げ、小部屋を分けていた間仕切りを取り壊して一つのホール部分へと立て直した点などが挙げられる。内部はこのように多くの改造が行われているものの、その他の部分は建築当時の面影を残したままである。
建物は一般公開が午前9時から午後4時まで行われており、年末年始の閉館日を除いて無料で邸宅内に入ることが可能である。なお、2017年1月から改修工事が開始され、完成する2018年度までは入館が制限される見込み。